# Aaron Simpson
Aaron Michael Simpson, född 20 juli 1974, är en amerikansk MMA-utövare som bland annat har tävlat i organisationen Ultimate Fighting Championship.